# Lillian Rosanoff Lieber
Lillian Rosanoff Lieber (n. 26 iulie 1886, Mîkolaiiv, Q4320554⁠(d), Imperiul Rus – d. 11 iulie 1986, New York City, New York, SUA) a fost o matematiciană și scriitoare americană de origine rusă. La scrierea cărților colabora des cu soțul său, graficianul Hugh Gray Lieber⁠(d).

## Biografie

### Viață timpurie și educație
Lieber a fost unul din patru copii ai Clarei și Abraham Rosenberg. Frații ei au fost editorul Joseph Rosenberg, psihiatrul Aaron Rosanoff⁠(d) și chimistul Martin André Rosanoff⁠(d). Aaron și Martin și-au rusificat numele ca să sune mai puțin evreiesc. Lieber s-a mutat cu familia ei în Statele Unite în 1891. A obținut diploma de licență la Colegiul Barnard⁠(d) în 1908, cea de masterat la Universitatea Columbia în 1911, iar doctoratul l-a primit la Universitatea Clark⁠(d) în 1914. S-a căsătorit cu Hugh Gray Lieber⁠(d) în 1926.

### Carieră
După ce a predat la Colegiul Wells⁠(d) și la Colegiul pentru femei din Connecticut⁠(d), s-a alăturat departamentului de matematică al Universității Long Island⁠(d) (Long Island University – LIU) în 1934, devenind șefă de departament în 1945 și profesor universitar în 1947. A lucrat la LIU și la Institutul de Matematică și Artă Galois din Brooklyn, New York, până la pensionare, în anul 1954. De-a lungul carierei sale, a publicat 17 cărți, scrise într-un stil unic, cu versuri în stil liber și ilustrate de soțul ei. Stilul de scriere extrem de accesibil a fost remarcat de astfel de personalități ca Albert Einstein, C. J. Keyser, E. T. Bell și S. I. Hayakawa⁠(d). Despre cartea The Education of T. C. MITS, romanciera Dorothy Canfield Fisher⁠(d) spunea:
„Cartea sa este destul de diferită de orice altă carte pe care ai cumpărat-o... e plină de matematică și de umor... de asemenea plină de o adâncă și vindecătoare filozofie a vieții, liniștitoare, întăritoare, [și] umană...”
Deși Lieber s-a retras de la Universitatea Long Island în 1954, ea a continuat să scrie și să publice până în anii 1960.
Nu s-au păstrat multe detalii legate de viața și cariera lui Lillian Lieber, nici măcar din timpul în care lucra la Universitatea Long Island. A murit la Queens, New York, cu doar câteva săptămâni înainte de a deveni centenară. Unele momente ale biografiei sunt descrise în cartea Yesterday a verei sale, Miriam Sohmer Zunser⁠(d), publicată în 1930.

## Stil de scriere

### Prezentare grafică
În afară de ilustrațiile executate de soțul ei, Hugh Gray Lieber (care era șef al Departamentului de arte frumoase de la Universitatea Long Island), textul din cărțile lui Lillian era de multe ori însoțit de o formatare neobișnuită, explicată chiar de autoare în prefața cărții The Education of T. C. MITS:
| \| \| This is not intended to be free verse. Writing each phrase on a separate line facilitates rapid reading, and everyone is in a hurry nowadays. \| | Acesta nu se vrea a fi vers alb. Scrisul fiecărei propoziții în linie nouă facilitează citirea rapidă, or toată lumea se grăbește în ziua de azi. |
| | This is not intended to be free verse. Writing each phrase on a separate line facilitates rapid reading, and everyone is in a hurry nowadays.     |

T.C. MITS⁠(d) este un acronim al expresiei „The Celebrated Man In The Street” (din engleză „Onoratul Om de Rând”), un personaj care, precum Mr. Tompkins⁠(d) al lui George Gamow, servea ca un intermediar care reduce concepte superioare de matematică și fizică la nivelul de înțelegere al publicului larg. Personajul juca un rol central pentru Lieber în abordarea educației, ea inserând în text, de multe ori, pasaje care glorificau virtuțile sistemului democratic.

### Accesibilitatea textului
În cartea The Einstein Theory of Relativity, Lillian Lieber și-a formulat opiniile față de includerea matematicii în cărțile destinate „onoraților oameni [sau femei] de rând”:
„...doar atâta matematică de cât este nevoie pentru a AJUTA și NU a STÂNJENI cititorul obișnuit... Au fost scrise multe relatări «accesibile» referitoare la Relativitate fără niciun gram de matematică, dar mă tem că nici cele mai bune dintre ele nu pot oferi unui novice o idee adecvată despre ce este vorba... Pe de altă parte, există multe [cărți despre relativitate] accesibile doar experților.”
Editura Cavendish Press din Ann Arbor, Michigan a adoptat acest concept al lui Lillian, cu unele imbunătățiri.

## Opere
Deși lucrările ei au avut o mare influență (de exemplu, o ediție specială a The Education of T. C. MITS era distribuită în rândurile soldaților americani în cel de-al doilea război mondial), ele au fost date uitării timp de zeci de ani. Începând din 2007, editura Paul Dry reeditează The Education of T.C. MITS, Infinity și The Einstein Theory of Relativity.
- 1931 Non-Euclidean Geometry, Academy Press.
- 1932 Galois and the Theory of Groups, Science Press Printing Company, Lancaster, Pa.
- 1936 The Einstein Theory of Relativity, Science Press Printing Co., Lancaster, PA.
- 1940 Non-euclidean Geometry: Three Moons in Mathesis, Science Press Printing Co., Lancaster, PA.
- 1942 The Education of T. C. MITS, The Galois Institute Press, Long island University.
- 1944 The Education of T. C. MITS, W. W. Norton and Co., NY, (Revised and Enlarged edition)
- 1945 The Einstein theory of Relativity, Farrar & Rinehart, NY. (Part I of this edition is the same material published in 1936. Part II was new in this edition.
- 1946 Modern Mathematics for T. C. Mits, The Celebrated Man in the Street, G. Allen & Unwin Ltd, London, 1st London Edition.
- 1946 Take a Number: Mathematics for the Two Billion, The Jacques Cattell Press, Lancaster, PA.
- 1947 Mits, Wits and Logic, (1st Edition) W.W. Norton, NY.
- 1949 The Einstein Theory of Relativity, D. Dobson, London.
- 1953 Infinity: Beyond the Beyond the Beyond Rinehart, NY.
- 1954 Mits, Wits, and Logic, (Revised Edition) Galois Institute Press, Brooklyn.
- 1959 Lattice Theory; the Atomic Age in Mathematics, Galois Institute of Mathematics and Art, Brooklyn, NY.
- 1960 Mits, Wits, and Logic, (3d Edition) W. W. Norton, NY.
- 1961 Human Values and Science, Art and Mathematics, (1st Edition) W. W. Norton, NY.
- 1963 Mathematics: First S-t-e-p-s, F. Watts, NY.